# Карияннис, Джим
Джеймс «Джим» (Дими́трис) Кари́яннис (греч. Δημήτρης Καρύγιαννης, англ. James «Jim» (Dimitris) Karygiannis; род. 2 мая 1955, Афины, Греция) — канадский политик-либерал греческого происхождения. Член Тайного совета Королевы для Канады. Член Палаты общин Канады (1988—2014) от либеральной партии, член городского совета Торонто (с 2014 года). Одновременно занимал должность парламентского секретаря министра транспорта (2003—2005), министра трудовых ресурсов и развития профессиональных навыков и министра демократических реформ (2005—2006).
1 апреля 2014 года оставил пост члена Парламента и принял участие в муниципальных выборах в Торонто, на которых был избран членом городского совета в 39-м избирательном округе (уорде).

## Биография
Родился 2 мая 1955 года в Афинах (Греция).
В 1966 году эмигрировал в Канаду.
До прихода в политику был бизнесменом и инженером по организации производства. Окончил Торонтский университет со степенью бакалавра прикладных наук (B.AS.) в области промышленной инженерии, также имеет степень в области делового администрирования от Канадской школы менеджмента.

### Политическая деятельность
С конца 1980-х гг. Джим Карияннис занялся политикой как либерал, сначала на провинциальном уровне, а позже на федеральном, став членом Парламента. В 1987 году выдвигал свою кандидатуру от Либеральной партии Онтарио на провинциальных выборах в законодательное собрание Онтарио, в которых проиграл Дэвиду Ревилю от Новой демократической партии Онтарио, уступив последнему около 1500 избирательных голосов. В следующем году принял участие в федеральных выборах и был избран в Палату общин Канады, одержав победу над У. Полом Маккроссаном от Прогрессивно-консервативной партии, обогнав его на 858 голосов и возглавив только что созданный административный округ Скарборо-Эджинкорт.
Карияннис был одним из самых социально-консервативных членов либерального кокуса и выступал против абортов и однополых браков. В июне 2005 года, однако, он подверг резкой критике других социально-консервативных либералов, грозивших свергнуть правительство по вопросу о браке.

### В составе правительства
Карияннис принимал участие в федеральных выборах 1993 года, в которых полную победу одержала Либеральная партия, и с тех пор беспрепятственно переизбирался. 14 октября 2008 года он был переизбран на седьмой срок подряд с 57 % голосов избирателей в своём избирательном округе.
В 1990 году Карияннис оказал весомое влияние на победу Жана Кретьена над Полом Мартином в выборах главы Либеральной партии, обеспечив ему значительную поддержку греческой общины города Торонто.
В апреле 2004 года Карияннис выдвинул вопрос о признании гибели 1,5 млн армян в период между 1915 и 1923 гг. как геноцида. Решение было одобрено парламентом (153 против 68 голосов) при поддержке либеральных заднескамеечников и оппозиционных депутатов, хотя премьер-министр Пол Мартин и его кабинет не пришли на свободное голосование, настояв на том, что голосование по вопросу не является обязательным. Министр иностранных дел Билл Грэм выступил в поддержку позиции правительства о том, что имевшее место событие представляет собой «трагедию», а не целенаправленное истребление армянского меньшинства. В ответ на заявление Мартина о том, что внешняя политика — это прерогатива кабинета, Карияннис сказал, что явное большинство Парламента посчитало иначе и призвал Мартина выполнить своё обещание о предоставлении членам Парламента реального влияния. Турецкое правительство весьма критически высказалось в отношении данного вопроса и утверждало, что канадские парламентарии занимаются переписыванием истории, в то время как турецкое посольство высказало мнение, что отношениям между двумя странами в результате будет нанесён ущерб. Местная пресса также описала дело Кариянниса о признании геноцида как «раскалывающее культурные общины».
Карияннис сыграли важную роль в организации поддержки со стороны Торонто жертвам землетрясения в декабре 2004 года в Юго-Восточной Азии. Он призвал городские общины тамилов и сингалов к сотрудничеству в усилиях по оказанию помощи в Шри-Ланке и лично ездил в эту страну. Позже он был подвергнут критике со стороны члена парламента Дэвида Килгура за поездку в район Шри-Ланки, где доминируют тигры освобождения Тамил-Илама («тамильские тигры»), поскольку многими странами эта группировка была объявлена террористической организацией. Карияннис отстоял своё решение, заявив, что его намерение состояло в подтверждении того, что помощь достигла региона. Несмотря на опасения Килгура поездка Кариянниса не спровоцировала дипломатического инцидента со Шри-Ланкой.
В марте 2005 года Карияннис отправился с поездкой в Гайану, чтобы засвидетельствовать ущерб, нанесённый этой стране от недавних наводнений. Он оказал содействие в обеспечении помощи Гайане со стороны министерства международного сотрудничества Канады, выделевшего на нужды страны 2,7 млн канадских долларов.
Когда в сентябре 2005 года ураган «Катрина» нанёс серьёзный ущерб Новому Орлеану, Карияннис был одним из первых канадских парламентариев, организовавших усилия по оказанию помощи со стороны Канады.

### В оппозиции
В сентябре 2007 года правительство Канады объявило о готовности признать страну Македония как «Республика Македония» вместо её предыдущего названия «Бывшая Югославская Республика Македония». Это решение подверглось критике со стороны правительства Греции, которое заявляет о своих правах на название «Македония». Карияннис также выступил с протестом относительно этого решения правительства Канады и продемонстрировал, таким образом, что греко-канадское сообщество мобилизует свои усилия против него.
В феврале 2009 года министр иммиграции Джейсон Кенни заявил, что он рассмотрит и, возможно, уменьшит или прекратит федеральное финансирование Арабской федерации Канады после того, как её президент раскритиковал произраильскую позицию Кенни в конфликте между Израилем и сектором Газа 2008—2009 гг.. Впоследствии Карияннис попросил парламентского комиссара по этике Мэри Доусон расследовать вопрос о злоупотреблении Кенни служебными полномочиями.
В течение своего срока в 40-м созыве Палаты общин Канады, в период с ноября 2008 по декабрь 2010 гг., Карияннис проголосовал 171 раз из 311 возможных. Канадская ежедневная газета «The Globe and Mail» поместила его на третье место в списке политиков пропускавших голосование.

### Либеральная партия
Известный как верный сторонник Кретьена на протяжении 1990-х гг., Карияннис объявил в 2002 году, что он поддержит Пола Мартина в следующих выборах лидера Либеральной партии 2003 года. При принятии своего решения он заявил в интервью, что это был момент для Кретьена уйти в отставку «с достоинством». Когда 12 декабря 2003 года Мартин стал лидером Либеральной партии он назначил Кариянниса парламентским секретарём министра транспорта.
Карияннис был Национальным председателем кампании члена Палаты общин Джо Вольпа, когда последний претендовал на должность лидера Либеральной партии Канады, но 21 июля 2006 года ушёл в отставку из-за разногласий с произраильской позицией Вольпа в конфликте в Ливане.
26 июля 2006 года Карияннис заявил, что рассматривает возможность самому баллотироваться на роль лидера Либеральной партии, потому что он чувствовал, что остальные кандидаты были «несостоятельными» в вопросах внешней политики. Сначала он поддерживал Боба Рэя, но затем направил свою поддержку Стефану Диону, когда Рэй был исключён из голосования.

### Позиция по неразрешённым вопросам
21 сентября 2007 года, в интервью газете «The Globe and Mail», Карияннис сослался на «македонцев», назвав их словом «скопьянцы», обычно используемым в Греции (см. Спор об именовании Македонии). 5 марта 2011 года на лекции в Торонтском университете под названием «Проникновение в суть эллинизма» (англ. Insight to Hellenism), Карияннис ещё раз использовал слово «скопьянцы» для обозначения «македонцев». Македонское международное движение по правам человека (MHRMI) раскритиковало это выступление и потребовало отставки Кариянниса.
22 февраля 2011 года Джим Карияннис присоединился к акции протеста Армянской молодёжной организации у посольства Азербайджана в Оттаве приуроченной к годовщине национального движения в Нагорном Карабахе. В течение своей 4-минутной речи он потребовал лишить дипломатических привилегий посла Азербайджана Фарида Шафиева и призвал его покинуть Канаду. Шафиев отреагировал, сказав, что Карияннис «перешёл линию вежливости и приличия и использовал язык уровня уличного хулиганства». Позже другой либеральный критик мультикультурализма Роб Олифант в телефонном разговоре с Шафиевым выразил сожаление по поводу заявления своего коллеги и добавил, что слова Кариянниса не отражают позиции Либеральной партии.
В августе 2011 года сотрудники Комитета по вопросам гражданства и иммиграции при Палате общин Канады выразили недовольство в отношении Джима Кариянниса по поводу использования им оскорбительных выражений и агрессивного тона во время разговора с ними. Карияннис заявил, что эти обвинения были ложными и являлись частью «клеветнической кампании против него».
Будучи критиком мультикультурализма, 27 августа 2011 года Карияннис предпринял попытку объединить 19 культурных групп в Оттаве для обсуждения проблем с которыми они сталкиваются. Мероприятие бойкотировали еврейская, китайская, турецкая и «македонская» общины. Представитель канадского отделения еврейской общественной организации Бней-Брит заявил, что Либеральной партии следует выбирать более подходящего представителя для решения вопросов мультикультурализма, так как Карияннис «сеет распри по некоторым вопросам», вместо того, чтобы объединять общины. Совет турок Канады (CTC) опубликовал заявление в котором объяснил своё нежелание участвовать в мероприятии с Карияннисом в связи с «прошлыми попытками провокации межнациональной розни и нетерпимости в отношении канадцев разного национального происхождения», в частности, турок, азербайджанцев и македонцев.
В середине августа 2011 года бывший консерватор-противник Кариянниса Харри Цай, среди прочих, подписал коллективное письмо от имени Тайваньско-канадской ассоциации Торонто (TCAT) к Бобу Рэю с просьбой отстранить Кариянниса от должности критика мультикультурализма. Авторы письма сослались на плохую посещаемость Палаты общин Карияннисом и грубое обращение с турецкой и «македонской» общинами в качестве основания считать его некомпетентным. По словам Цая Карияннис связался с ним по телефону и сказал, что ему нет дела до того, что они написали, и выразил удовлетворённость тем, что авторы письма «оказались способными писать на английском языке». В своём публичном ответе Карияннис отрицал, что высказывался подобным образом и выразил недовольство тем, что письмо было подписано, в частности, «турками и македонцами, которым не нравится это, потому что я грек, а у них есть проблемы с греками». Недовольство же Цая Карияннис объяснил его чувствами консервативного кандидата после того, как «ему надрали задницу» во время выборов.
В июле 2012 года Карияннис вызвал дипломатический скандал, совершив визит в Южно-Кавказский регион Нагорный Карабах по приглашению Армянского национального комитета Канады (ANCC), оплатившего эту поездку. Миссия Кариянниса в Нагорном Карабахе состояла в наблюдении за местными президентскими выборами, которые выступающими в конфликте в качестве посредников Европейским союзом, НАТО и в особенности ОБСЕ были охарактеризованы как неконституционные, незаконные и контрпродуктивные в разрешении проблемы. Посол Азербайджана в Канаде Фарид Шафиев раскритиковал Кариянниса за то, что тот встал на сторону армян и «потворствует радикальным элементам в своём избирательном округе» в погоне за «этническими голосами и игнорируя международное право». Шафиев также указал на незаконный въезд Кариянниса в Нагорный Карабах, так как он не получил визу или специальное разрешение от правительства Азербайджана, которые необходимы для поездки в этот регион, и вместо этого проник туда через Армению. Кроме того, его пребывание на оспариваемой Азербайджаном территории было оплачено правительством Армении. В ответ Карияннис, который был в курсе о возражении Азербайджана в связи с его визитом, подтвердил своё решение и выдвинул предложение пригласить его в Азербайджан в качестве наблюдателя на следующих выборах, которое Шафиев отверг как маловероятное, заявляя, что Карияннис будет объявлен персоной нон грата и в будущем ему будет отказано в любом въезде в Азербайджан. Посольство Канады в Анкаре, аккредитованное также в Азербайджане, 19 июля сделало заявление о непризнании президентских выборов, а также о том, что оно поддерживает территориальную целостность Азербайджана. 1 августа члены азербайджанской общины Торонто провели акцию протеста перед зданием офиса Либеральной партии в связи с несанкционированным визитом Кариянниса в Нагорный Карабах.
В феврале 2013 года Карияннис был обвинён в использовании своей политической позиции, когда помог пяти греческим музыкантам попасть на территорию Канады. Он сообщил, что дезинформировал власти о цели их визита, заявив, что они прибыли в страну для участия в поминках по его отцу, когда на самом деле они приезжали в Канаду для выступления на платном концерте. Карияннис не стал комментировать этот вопрос, не считая того, что лишь подтвердил, что вмешался в это дело, но «не извлёк из него выгоды».

#### Признание геноцида понтийских греков
В мае 2016 года Карияннис предложил городскому совету Торонто вопрос о признании геноцида понтийских греков, в котором утверждалось, что «450 000—750 000 понтийских и анатолийских греков были казнены» (см. также Геноцид греков), а также то, что этот геноцид был первым в 20 веке, хотя таковым широко признаётся геноцид племён гереро и нама (см. также Мэри Дерос).

## Награды
- В 1999 году президент Греции Константинос Стефанопулос наградил Джима Кариянниса Орденом Феникса «Офицер Золотого Креста» в знак признания его многочисленных общественных заслуг.[27]
- Медаль Мхитара Гоша (19 сентября 2014 года, Армения) — за значительный вклад в международное признание Геноцида армян[28][29]
- В 2014 году Карияннис получил золотую медаль «25 лет Карабахского Движения» от правительства непризнанной Нагорно-Карабахской Республики как первый канадец посетивший эту страну в 2012 году для наблюдения за президентскими выборами.[27]

## Конфликт интересов
Карияннис является соперником международной компании Uber, и имеет много связей в традиционной отрасли промышленности по производству такси. Будучи греком по происхождению, Карияннис на протяжении всей жизни является личным другом главного исполнительного директора компании «Co-Op Cabs» Питера Захакоса, который также является греком. Захакос делает денежные пожертвования в пользу Кариянниса и является его лоббистом.
Карияннис аналогичным образом получил тысячи долларов от инсайдеров из сферы такси-индустрии, владельцев номерных знаков такси, членов Альянса такси Торонто, а также высших официальных лиц компаний такси, включая «Diamond Taxi» и «Co-Op Cabs». В одном из случаев 12 человек с одинаковой фамилией и адресом внесли вклад в кампанию г-на Кариянниса на общую сумму $3 600.
Мэр Торонто Джон Тори назвал поведение Кариянниса «позором».